# Suore di Santa Elisabetta
Le Suore di Santa Elisabetta (in latino Congregatio Sororum Ravarum a Sancta Elisabetha) sono un istituto religioso femminile di diritto pontificio: le religiose di questa congregazione pospongono al loro nome la sigla C.S.S.E.

## Storia

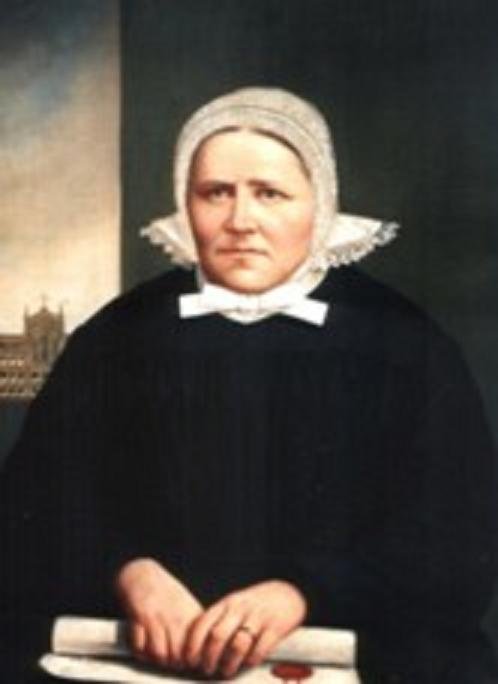
Maria Merkert, fondatrice della congregazione

La congregazione venne fondata a Neiße, nell'Alta Slesia, il 27 settembre 1842 da Klara Wolf, Francizka Werner, Mathilde e Maria Merkert. Le quattro donne non intendevano abbracciare la vita religiosa, ma solo dedicarsi comunitariamente all'assistenza ai malati poveri: Franz Xaver Fischer, il loro direttore spirituale, nel 1844 diede loro una regola e le inviò nel noviziato delle suore Borromee di Praga.
Il 19 novembre 1850, festa di sant'Elisabetta d'Ungheria, la Merkert e la Werner lasciarono le Borromee e tornarono a dedicarsi all'assistenza domiciliare ai malati: la loro comunità venne approvata dal vescovo di Breslavia, Heinrich Ernst Karl Förster, il 4 settembre 1859.
L'istituto ottenne il pontificio decreto di lode il 7 giugno 1871 e venne approvato definitivamente dalla Santa Sede il 26 gennaio 1887 (le sue costituzioni il 6 aprile 1924); dal 16 ottobre 1923 è aggregata all'Ordine dei Frati Minori.
La Merkert, cofondatrice e prima superiora generale della congregazione, è stata beatificata nel 2007.

## Attività e diffusione
Le Suore di Santa Elisabetta si dedicano alla cura dei poveri, dei malati e degli emarginati, all'educazione cristiana dell'infanzia e della gioventù ed alla formazione religiosa degli adulti.
Sono presenti in Bolivia, Brasile, Repubblica Ceca, Danimarca, Georgia, Germania, Paraguay, Israele, Kazakistan, Lituania, Norvegia, Polonia, Russia, Svezia, Ucraina: la sede generalizia è a Roma.
Al 31 dicembre 2005, la congregazione contava 1.709 religiose in 227 case.